# Medalhistas olímpicos do cabo de guerra
Segue a lista dos medalhistas olímpicos do cabo de guerra:

## Masculino

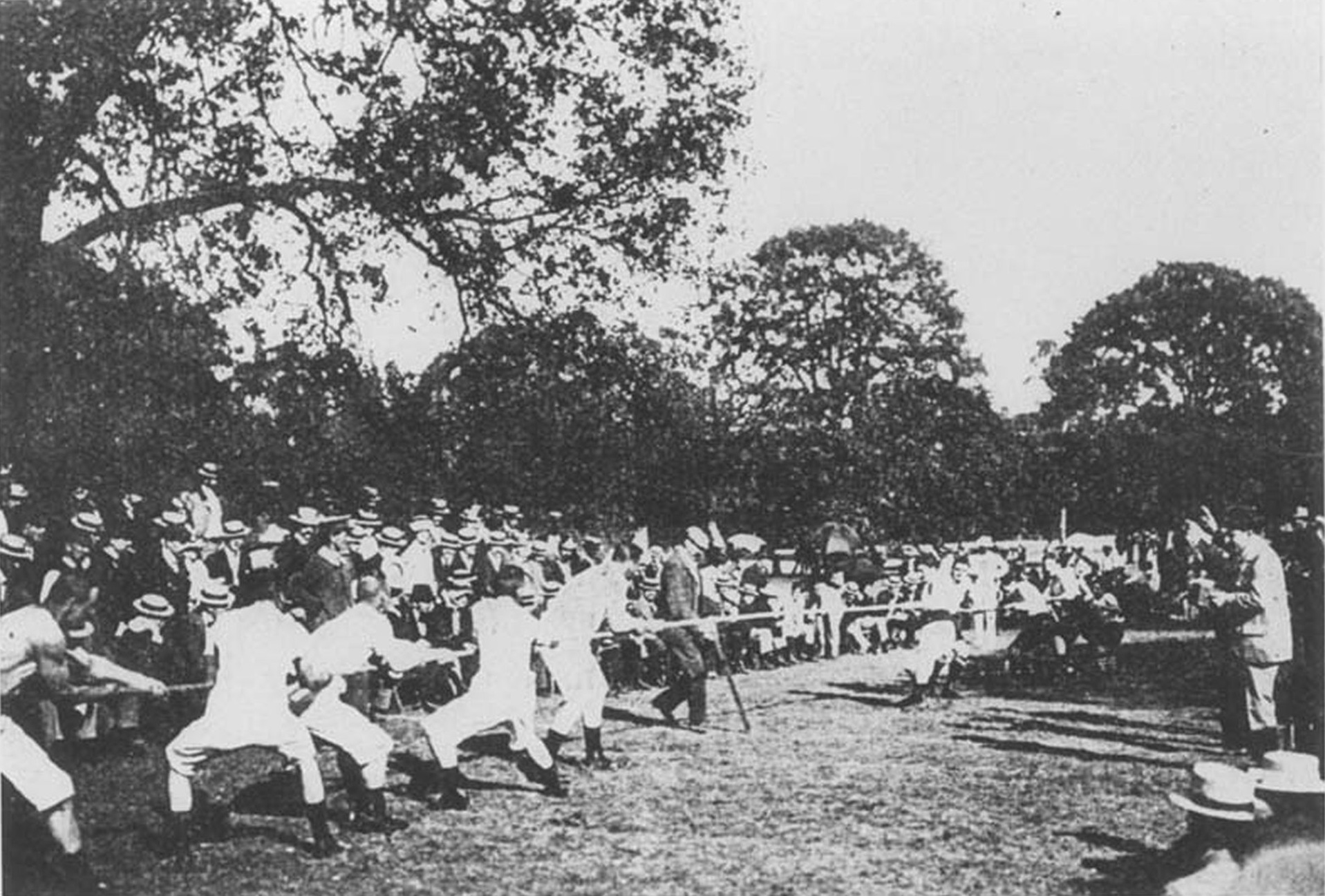
Disputa entre a equipe mista, formada por atletas suecos e dinamarqueses, e a França em Paris 1900.

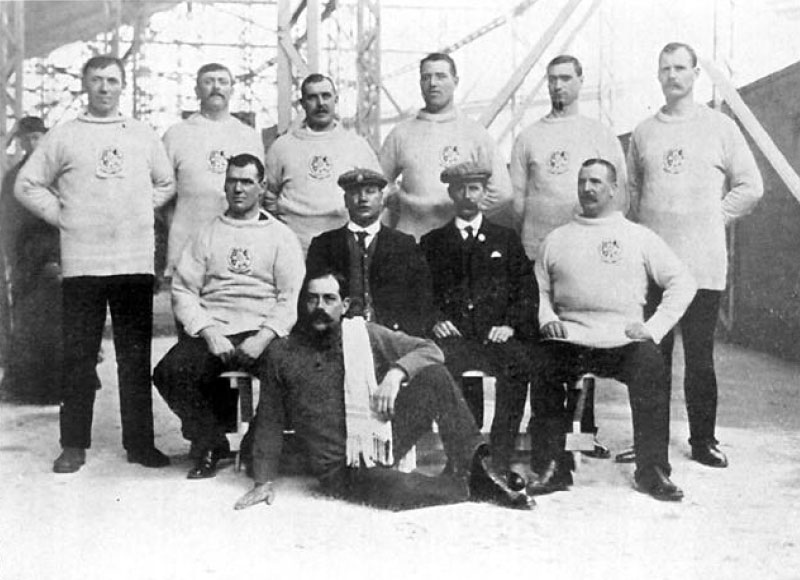
Equipe da polícia de Londres campeã em 1908.

| Evento                      | Ouro | Prata | Bronze |
| --------------------------- | --- | --- | --- |
| Paris 1900 (detalhes)       | Edgar Aabye August Nilsson Eugen Schmidt Gustaf Söderström Karl Staaf Charles Winckler ZZX Equipa mista                                                                                  | Raymond Basset Jean Collas Charles Gondouin Joseph Roffo Emile Sarrade Constantin Henriquez de Zubiera FRA França                                                       | nenhum |
| Saint Louis 1904 (detalhes) | Milwaukee Athletic Club Oscar Olson Sidney Johnson Henry Seiling Conrad Magnusson Patrick Flanagan USA Estados Unidos                                                                    | Southwest Turnverein of Saint Louis No. 1 Max Braun William Seiling Orrin Upshaw Charles Rose August Rodenberg USA Estados Unidos                                       | Southwest Turnverein of Saint Louis No. 2 Charles Haberkorn Frank Kugler Charles Thias Harry Jacobs Oscar Friede USA Estados Unidos                                                |
| Londres 1908 (detalhes)     | City of London Police William Hirons Frederick Goodfellow Edward Barrett John James Shepherd Frederick Humphreys Edwin Mills Albert Ireton Frederick Merriman John Duke GBR Grã-Bretanha | Liverpool Police Patrick Philbin James Clarke Thomas Butler Alexander Kidd George Smith Thomas Swindlehurst Daniel Lowey William Greggan Charles Foden GBR Grã-Bretanha | Metropolitan Police K Division Walter Tammas William Slade Alexander Munro Ernest Ebbage Thomas Homewood Walter Chaffe James Woodget Joseph Dowler T. J. Williams GBR Grã-Bretanha |
| Estocolmo 1912 (detalhes)   | Arvid Andersson Adolf Bergman Johan Edman Erik Algot Fredriksson Carl Jonsson Erik Larsson August Gustafsson Carl Lindström SWE Suécia                                                   | Alexander Munro John Sewell John James Shepherd Joseph Dowler Edwin Mills Frederick Humphreys Mathias Hynes Walter Chaffe GBR Grã-Bretanha                              | nenhum |
| Antuérpia 1920 (detalhes)   | George Canning Frederick Holmes Edwin Mills John James Shepherd Harry Stiff John Sewell Frederick Humphreys Ernest Thorn GBR Grã-Bretanha                                                | Willem van Rekum Marinus van Rekum Willem van Loon Henk Janssen Wilhelmus Bekkers Johannes Hengeveld Sijtse Jansma Antonius van Loon NED Países Baixos                  | Georges Bourguignon Alphonse Ducatillon Raymond Maertens Christin Piek Henri Pintens Charles van den Broek François van Hoorenbeek Gustave Wuyts BEL Bélgica                       |